# Puente Peral de Arlanza I
El puente de Peral de Arlanza I, situado en la provincia de Burgos (Castilla y León, España), concretamente en la comarca Peral de Arlanza, fue construido en el siglo XVII, entre 1768 y 1775. Cruza el Río Arlanza, afluente del río Pisuerga que discurre por las provincias de Burgos y Palencia.

## Estilo
Su estilo pertenece al neoclasicismo y representa las obras de gran potencia volumétrica características de un barroco avanzado que no se vieron afectadas por las reconstrucciones del último tercio de la centuria siguiente a su construcción.   
Este estilo llega por la atracción que despierta el mundo clásico y el rechazo al barroco y llega a España por el mundo exterior más que por la propia necesidad de renovación interna. Sus constructores poseen las características propias de las actuaciones de los maestros canteros del norte de la época, donde destacaba la fábrica de sillería e integración con el medio rural.   
Siguieron el proyecto de Hilario Alfonso de Jorganes y de Pedro de Fol los siguientes arquitectos: Bernardo del Campo, Pedro de la Torre y Martín de la Hermosa.   
Necesitó una reconstrucción en los años 60 de la siguiente centuria guiada por el arquitecto burgalés Ángel Calleja. A partir de esta última, la Diputación y sus ingenieros han sido los encargados de su mantenimiento y reconstrucciones.  

### Descripción tipológica
Es un puente de sillería recalzado en hormigón. Los sillares son un material de gran tamaño y costoso de colocar que está labrado por varias de sus caras. Tiene cuatro vanos semicirculares algo rebajados y está ligeramente alomado.

### Descripción técnica
Consta de una longitud de 60.000 metros, una anchura de 5,80 metros y una altura de 7,00 metros. Sus vanos semicirculares de medio punto y sus bóvedas de cañón tienen una luz de 11,30 metros y poseen desagües en las claves.Tiene tajamares apuntados con sombrerete escalonado. Su imposta es tangente a la boquilla y posee tímpanos, estribos y perfil de sillería que se halla totalmente recalzado en hormigón. 

## Descripción histórica
Este río se encuentra en una zona ampliamente poblada con una red de comunicaciones que se fue renovando durante el siglo XVIII para mejorar esta comunicación entre los núcleos de la comarca, especialmente tras la persecución de los ilustrados durante la segunda mitad de la centuria. 
Su construcción en esta época generó diversas polémicas por su necesidad o conveniencia, y por ello es por lo que ahora podemos percibir unos marcados rasgos sobre su carácter de máxima funcionalidad, sobriedad y economía. Se propusieron, tras estas polémicas, diversos modelos o posibilidades en su diseño que pudieran confrontar las posibilidades que generaban la polémica. En el tercer cuarto de la centuria el puente se encontraba en mal estado y el encargado de elaborar la reconstrucción parcial fue Ángel Calleja. 